# Erich Schild
Erich Walter Schild (* 30. November 1917 in Krefeld; † 10. April 1998) war ein deutscher Architekt und Professor der RWTH Aachen, mit den Spezialgebieten Baukonstruktion, Bauphysik und Bauschadensfragen, sowie Autor zahlreicher Fachpublikationen.

## Leben
Als Sohn des Architekten Karl Schild († 1940) und dessen Ehefrau Bertha, geb. Le Clerc in Krefeld geboren, besuchte Erich Schild auch die dortige Oberrealschule, die er mit Ablegung der Reifeprüfung im Jahr 1937 verließ. Nach Ableistung seines Wehrdienstes im kurz zuvor remilitarisierten Rheinland begann er noch vor dem Ausbruch des Zweiten Weltkriegs ein Architekturstudium an der RWTH Aachen, musste dieses jedoch bei Kriegsbeginn abbrechen. Bis zum Ende des Krieges als Soldat eingesetzt, dabei weitgehend als Offizier an der Ostfront, geriet er zuletzt in sowjetische Kriegsgefangenschaft. Nach seiner Rückkehr im Jahr 1948 nahm Erich Schild das unterbrochene Architekturstudium in Aachen wieder auf; 1952 schloss er dieses mit der Diplomhauptprüfung ab.
Erich Schild blieb zunächst als wissenschaftlicher Mitarbeiter, ab dem 1. Februar 1957 als Oberingenieur an der Fakultät für Architektur der RWTH Aachen tätig. Parallel arbeitete er als Architekt und freier Mitarbeiter im Architekturbüro des Aachener Professors Rudolf Steinbach mit. Am 1. Oktober 1957 promovierte er mit der Dissertation Der Nachlass des Architekten Hittorff. zum Doktor-Ingenieur, sein Doktorvater war Steinbach, Koreferent war Wolfgang Braunfels. 1964 habilitierte er an der RWTH Aachen (vgl. Schriften) und ab 1969 bekleidete er am dortigen Lehrstuhl für Baukonstruktion eine Stelle als wissenschaftlicher Rat und Professor. 1974 wurde er zum ordentlichen Professor an den neu eingerichteten Lehrstuhl für Baukonstruktion III – Bauphysik und Bauschadensfragen berufen, den er bis zu seiner Emeritierung im Jahr 1983 ausübte. Auch nach seiner Emeritierung führte er mit seiner Frau Ingeborg, die er 1954 geheiratet hatte, das gemeinsame Aachener Architekturbüro weiter.

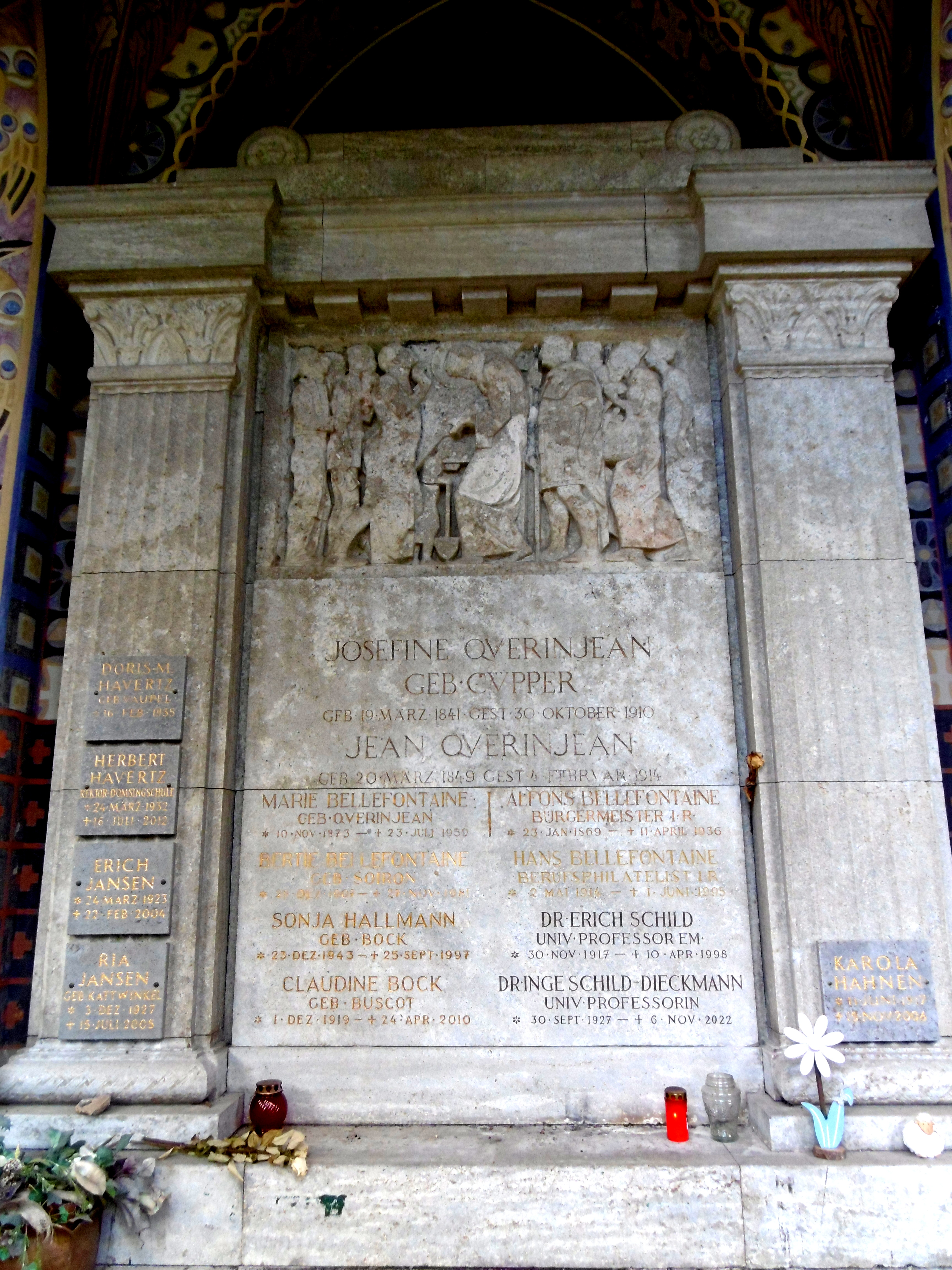
Grabstätte Campo Santo

Erich Schild fand seine letzte Ruhestätte auf dem Campo Santo des Aachener Westfriedhofs.

## Schriften (Auswahl)
- Der Nachlass des Architekten Hittorff. Dissertation. RWTH Aachen, Aachen 1957.
- Probleme von Konstruktion und Form der Architektur des 19. Jahrhunderts in England und Frankreich. Dargestellt an den Materialien Eisen, Glas und Beton. Habilitationsschrift. RWTH Aachen, Aachen 1964.
- Zwischen Glaspalast und „palais des illusions“. Form und Konstruktion im 19. Jahrhundert. 2. Auflage. Vieweg, Braunschweig/Wiesbaden 1983, ISBN 3-528-18620-8.
- mit Rainer Pohlenz, Hans-F. Casselmann, Günter Dahmen: Bauphysik: Planung und Anwendung. 4. Auflage. Vieweg+Teubner Verlag, Braunschweig/Wiesbaden 1990, ISBN 3-528-38662-2.